# Оружје старих Јужних Словена
При проучавању раносредњовековног оружја код Јужних Словена најзначајније место имају археолошки налази, а писани и ликовни извори, због недовољне прецизности у опису, служе као допуна археолошким налазима.

## Писани извори
Карактеристично је код свих писаца, византијских и западних, да избегавају описност и да дају веома сажете, тачније оскудне податке о изгледу појединих врста оружја. Описи, ма колико били кратки, имају значај документа јер вести потичу од савременика, а често и од учесника у борбама које се описују.
По важности грађе која је у раду коришћена, писани извори се могу поделити у неколико категорија: војни списи, историјски списи, дела литерарног и литургијског карактера, животописи владара и светитеља, списи канцеларијског карактера (закони, уредбе, извештаји) и други писани документи.

### Војни списи
Једна од најзначајнијих категорија писаних извора за упознавање ратне вештине и тактике у раном средњем веку, дела војних писаца, не дају довољно података о изгледу и производњи оружја. Осим директних, често детаљних вести о појединим биткама и упутстава о начину борбе, у овим списима се наилази само на податке о врстама оружја које употребљавају ратници појединих народа.
Псеудо-Маврикије у делу »Стратегицон«, у поглављу »Како треба поступити са Словенима, Антима и сличнима«, писаном на основу личног искуства, наводи само врсте оружја, али не и његов изглед. Исти податак преноси цар Лав VI дајући ближе податке о штитовима »великим и дугим, попут тиреја« чиме бар указује на облик ове врсте оружја. Оскудност у описима оружја није само особеност војних писаца из рановизантијског периода већ и каснијих аутора. Такав метод излагања подржава, такође војсковођа по професији, Кекавмен Катакален у свим својим радовима. По обради војних питања његов »Стратегикон«, састављен, изгледа, за владе Михаила VII (1071—1078), не разликује се од претходних. Детаљно описује опсаде, лукавство непријатеља, даје савете читаоцу, али о изгледу оружја ни речи. Свакако су, у време постанка ових списа, подаци о оружју били сувишни јер су их састављали војници за војнике, па се тако може протумачити и ова оскудност.

### Историјски списи
По броју очуваних рукописа ова категорија писаних извора је најзначајнија. Политичке, црквене и локалне историје, хронике и хронологије, мада писане од аутора који нису по професији блиски рату, дају, за разлику од војних списа, шире и за проучавање словенског наоружања у раном средњем веку значајније податке. Већина аутора је доживела страхоте рата те су лични утисци, још јаки и непосредно примљени, одлучивали о простору датом опису битака, опсади градова и изгледу и врсти оружја. Заједничко за све ове изворе је с једне стране велики број описа из живота словенских племена са којима је Византија долазила у сукобе, а с друге мали број детаљних описа оружја.
Тацит у своме делу Germania, већ 98. године н. е. помиње Словене под именом »Венеди« као носиоце штита. Приск објашњава начин израде моноксила не упуштајући се у оружје. Најстарије и најзначајније Прокопијево дело De Bellis, нарочито томови V—VIII (Bellum Gothicum), обилује вестима о врстама оружја коришћеном на нашој територији током VI века. У Bellum Gothicum III први пут сазнајемо за »мале штитове и копља« које носи словенска пешадија, као и за Словене који су »одлични коњаници стрелци« за разлику од готских коњаника што се боре »само копљем и мачем«. Настављач Прокопија, писац дела Historia, Агатија, као и остали хроничари раног средњег века, не упуштају се у детаљније описе оружја. Посредно кроз описе историјских збивања сазнајемо о врстама употребљаваних оружја од стране Византинаца, Авара и Словена, као и појединим детаљима начина утврђивања и средствима за опсаду, одбрану и прелаз преко река и мора, а такође и о врстама војних јединица.

### Дела литерарног и литургијског карактера
У појединим раносредњовевековним списима литерарног и литургијског карактера (спевови теолошко-филозофског карактера, историјске поеме, теолошке беседе, проповеди и др.) наилазимо на екскурсе појединих аутора где, сем описа битака, набрајају оружје непријатеља. Ови подаци, корисни са становишта ратне историје, ретко дају шире описе појединих врста оружја.
Значајнији су радови Георгија Писиде (поема Bellum Avaricum.) и беседа Теодора Синкела одржана 627. године у којој се, као и у поеми, описује словенско-аварска опсада Цариграда из 626. године. Георгије Писида, говорећи о хагановој војсци, помиње врсте оружја:
...»Та војска је имала бојне трубе, стреле, мачеве, ватру, корњаче, бацаче камења, дрвене куле« ..."
Синкелова хомилија допуњава ове податке још детаљнијим описом и подацима о изради оружја:
...»хаган... Одмах почне да прикупља варваре, израђује оружје, хелеполе, чамце и врши све друге припреме како би напао град«.
...»На једног нашег војника долазило је по сто и више варварских, све обучених у оклопе, све заштићених шлемовима и са сваковрсним ратним справама«"
Oratio historica, анонимна беседа о опсади Цариграда, састављена између 815. и 860. године, мада је у целости компилација Т. Синкела и Теофана, даје исто податак о изради моноксила.

### Родослови владара и житија светитеља
Посебна врста литерарне делатности, релативно најобимнија по броју дела, хагиографије и састави о животима владара, не дају значајније податке о оружју. Врсте опсадних справа и, у неколико случајева, њихов шири опис најзначајнији су детаљи у вези са овим питањем. Јован, солунски митрополит, састављач Miracula S. Demetrii I, поред побожних тумачења, често исцепканих и једностраних, не пропушта да на неколико места детаљно опише ратне справе којих се, по свој прилици године 586, плашио опкољени Солун. Најинтересантнији је опис петробола који се због изузетно сликовитог описивања преноси у целини:
»Те справе су четвороуглог облика, прелазећи из ширих основа у уже кровове на којима су имале јако дебеле цилиндре, гвождем оковане на крајевима. За ово су биле приковане дрвене греде, попут оних на великим кућама, снабдевене направом за бацање. Подижући се у вис ове су непрекидно хитале огромно камење, тако да њихов погодак није могла издржати ни земља, а камоли људска кућа. Штовише, ови четвороугли бацачи били су ограђени са три стране даскама, тако да стреле бранилаца са бедема нису могле погодити чланове њихових посада. Међутим, чим је један, даскама обложени бацач, запаљен ватроносном стрелом и убрзо изгорео, варвари уклоне справе и повуку се.
Сутрадан довуку поново оне исте, даскама оковане бацаче, али обложене сировим кожама, и привуку их сасвим близу градском бедему. Гађајући на нас хитали су читава брда и брежуљке. Како би друкчије могло да се назове оно огромно камење!«
Чуда св. Димитрија представљају користан изузетак у овој категорији извора. Непознати аутор Miracula S. Demetrii II приписујући, такође, све војне успехе св. Димитрију, за разлику од писца Miracula I, о варварима пише без мржње, али и оскудније, наводећи само врсте непријатељских војника (стрелце, штитоноше, лаке пешаке. копљанике, праћкаше, руковаоце справама и хоплите).

### Списи канцеларијског и политичког карактера
Из малог броја ових докумената очуваних до данас, а који потичу из средњег века, или се односе на наш терен у том периоду, ретко се могу користити подаци за добијање јасније представе о оружју. Из Капитуларија Карла Великог, издатих 779., 803., 805. и 811. године, не добијамо опширније податке о оружју. Забрана продаје мачева и оклопа Словенима (Диеденхоферски капитулар), говори само о извозу франачког оружја у »земље Словена и Авара« али не и о његовом изгледу у том периоду.
Од других писаних извора за упознавање ове проблематике најзначајнији су путописи. У својим извештајима појединци, најчешће из арапских земаља, поред општих података о земљи у којој су боравили, дају и податке о изгледу, ношњи и оружју појединих народа.

## Археолошки извори
Током VI и почетком VII века, у јеку борби са германским племенима, Византију нападају Словени и Авари. Њихови напади трају више од једног века и завршавају се словенском доминацијом на делу Балканског полуострва, у јужној Панонији и Источним Алпама. Вести о овим борбама су многобројне, међутим када је реч о словенском или аварском оружју, прилично су оскудне и недовољне да објасне његов изглед у периоду интензивних борби против Византије. Археолошки налази оружја из VI— VIII века, бројношћу ископаних примерака, дају врло јасну и документовану представу о наоружању тога периода. Посматрани одвојено, ни писани извори, ни археолошки материјал, сами за себе, не могу да одговоре на питање односа Словена и Авара у току борби са Византијом и о изгледу наоружања посебно сваког од ова два племена. Савремена историографија, заснивајући већину закључака на писаним изворима, прихватила је као историјску чињеницу заједничку борбу Словена и Авара против Византије, формулишући је као борбу аварско-словенског савеза у коме су Авари имали одлучујућу улогу, нарочито у ратним акцијама. Исти је метод примењен и у археологији где се у третману археолошких налаза из овог периода користи схематска подела на културне групе.
При томе су, за период за време аварско-словенског савеза, сви остаци материјалне културе сврстани у тзв. кестхељску културну групу, названу и аварско-словенска култура.
Систематизација оружја по културним групама онемогућује етничко опредељење носилаца наоружања тога периода за шта постоји довољно елемената (историјских и археолошких), као и хронолошко-типолошку поделу оружја.
Проучавајући археолошке налазе оружја са територије бивше Југославије и писане историјске изворе о Словенима и Аварима, дошло се до закључка да се мора одступити од овог у археологији већ уобичајеног метода и извршити одвојена систематизација словенског и аварског оружја.
Историјски писани извори су врло одређени у вестима о борбама Словена против Византије пре 558. године. За овај, предаварски, период постоје многобројни помени словенског оружја. Хронолошки преглед само ових извора од Псеудо-Цезарија који почетком V века први помиње Словене и употребу оружја, до Јована Малале који региструје 559. године прву заједничку борбу Авара и Словена против Византије, најбоље документује самосталност словенских упада преко Дунава, тј. постојање оружја и словенске војске. Теорију о урођеном фатализму и нератоборности старих Словена (Пеискер, Хауптман, Штајн), која се заснивала на једностраном тумачењу извора, одбацила је већина савремених историчара.
У прилог томе наводи се приказ самосталних борби Словена против Византије у VI веку:
- Псеудо-Цезарије", почетак V века: »... (Склавини) су слободни и без поглавара, пошто своје вође и старешине стално убијају...«
- Приск: 448. године помиње словенске чамце-моноксиле и сплавове којима се служе приликом савлађивања водених препрека
- Прокопије из Цезареје: 533. године описује битку против византијске војске и погибију стратега Хилвуда
  - 533. до око 550. године: прелазак дунавске границе и упади на византијску територију
  - око 540. године: антско-словенски рат
  - средина VI века: » ... При ступању у борбу као пешадија наваљују (Словени) на непријатеља групно, носећи у рукама мале штитове и копља, а оклоп никада не облаче...«
  - 540. године: описује борбену тактику Словена
  - 545. године: разбијена група Словена у Тракији
  - 548. године: »војска Словена« из Подунавља продире до Драча; осваја тврђаве
  - 549. године: Словени се помињу као савезници и плаћеници лангобардског кнежевића Илдига
  - 550. године: »војска Словена« (до 3.000) упада у Тракију, дели се на два одреда, разбија византијску елитну коњичку јединицу — посаду града Цурула; исте године Словени заузимају утврђени град Топер... »мноштво стрела, лествица ... убијали су ни мачем, ни копљем« ...
  - 550—551. године:... на земљиште Ромеја провали толика маса Словена као никада пре... Словени, у пуној су слободи вршили походе по ромејском царству« ...
  - јесен 551. године... «Велико мноштво Словена проваливши у Илирик, неописива зла тамо почини« ...
- Агатија, 556. године: У рату против кавкаских Мисијама истиче се јунаштвом међу Византинцима... Словен, по имену Сварун. Он баци копље на једног који је у ратној справи био слабије заштићен, и смртно га рани.«
- Јован Малала, 559. године: »... провалише Хуни и Словени у Тракију ... Стигоше до Цариграда...«

Да су Словени били наоружани и имали своје одреде поред ових података потврђује и њихово учешће у другим војскама (најамници), а такође и низ борби вођених у заједници са Аварима. Ови извори наглашавају водећу и доминантну улогу Авара у току заједничких акција против Византије, али нигде не негирају постојање словенских одреда. Зависност дела словенске племенске војске од воље владајућег слоја боље наоружаних аварских ратника-коњаника, која је дошла до изражаја у многим акцијама спроведеним на територији Балканског полуострва још је један доказ да је један део Словена био потребан Аварима за освајачке походе, те су их као такве често и искоришћавали. На положај Словена у току борбе, тј. да их Авари користе и као најамнике и као војничку масу иза које стоји организована аварска војска, указује неколико карактеристичних помена:
»Каган, краљ аварски, послао је 603. године лангобардском краљу Агилутфу Словене под најам«."
Фредегарова хроника истиче неравноправност и у току саме борбе:
»... кад су Хуни ишли у бој против ког народа, они своју сакупљену војску постављају пред таборе, те су у ствари тукли Виниди. Кад је било сигурно за победу, долазили би Хуни да уграбе плен, а кад су пак Виниди били свладани, поткрепљени хунском помоћи опет су обнављали нападе...«"
Никифор Патријарх, за борбу на другом крају Балкана, даје сличну оцену положаја Словена:
»Пошто Авари доведоше и мноштво Словена и уведоше их у заједнички бој...«
Новија тумачења аварско-словенског савеза, питање степена подређености и самосталности појединих племена, анализа односа Словена и Авара, као и закључак о постојању словенске племенске војске, потврђени су археолошким ископавањима. Затвореност Авара и осталих хунско-турских племена у своје тумене, њихова одвојеност, позната по писаним изворима, од словенских насеља, нашла је своју потврду откривањем низа затворених некропола са скелетним гробовима монголоидних карактеристика на простору бивше Југославије и Панонско-карпатској котлини где је био центар аварске државе.
Под називом словенско оружје, у домаћој и страној литератури третира се оружје свих словенских племена из VI—VIII века, као и оружје из каснијег периода формирања и настанка ранофеудалних држава. Овакав третман у периодизацији словенског оружја веома је непрецизан, и доводи, са већ у науци прихваћеном поделом на културе (мартиновска, кестхељска, белобрдска и др.), до апсолутних нејасности и нелогичности у решавању питања наоружања и опште материјалне културе Словена тог доба. 
Л. Ниедерле је нагласио стране утицаје на словенско наоружање шта је касније прихватио низ аутора код нас или у иностранству не упуштајући се у анализу стварне археолошке грађе везане за словенска племена VI—VIII века. Међутим, ова периодизација не одговара стварном развоју наоружања код појединих словенских племена. 
Недостатак документованих података о тачним околностима налаза, о месту где је ископано оружје и материјалу за низ предмета војног карактера, нарочито у музејима Србије, онемогућава да се многобројни примерци овог оружја атрибуирају Словенима. Велики број стрела случајно је нађен са подацима само о месту налаза, а често и без назнаке локалитета.
За налазе са територије Србије претпоставља се да припадају Словенима из више разлога.
Нпр. у прилог словенског порекла носилаца кратких копаља говоре подаци из писаних извора и недостатак скелета на месту њиховог налаза.
По два до три лака копља за бацање, према Псеудо-Маврикију, Лаву VI, Јовану Ефеском, Михаилу Сиријском, и Ибн Ружду основно су наоружање словенских ратника. Агатија помиње бацање копља као посебну вештину, истичући храброст словенског ратника-најамника, док Теофилакт Симоката запажа бројност бачених копаља од стране влашких Словена 595. године (... Варвари, наиме, заспу копљима Ромеје...).
О спаљивању мртвих Словена почетком VII века, сем њиховог савременика Теодора Синкела, говоре и каснији писци: Ибн Ружд, Лав Ђакон, Масуди, Ал Бехри, писац Кијевске хронике и Титмар. Ово потврђују археолошки налази трагова спаљивања (Смрдељ код Книна, Панчево) као и на ширем подручју од Румуније до Пољске где су живели Словени.

## Оружје које се помиње у ликовним и историјским изворима
Словенски ратници су у VI и VII веку употребљавали следеће врсте оружја: лук и стрелу, копља, мачеве, штитове и бојне секире.

### Стрела и лук
Византијски писци, савременици словенске колонизације, као и западни хроничари, сматрају Словене добрим стрелцима. Цар Лав VI у свом војничком спису Tactica детаљније од других аутора описује словенске лукове и стреле...» служили су се и дрвеним луковима и имали стреле намазане отровом«.. Масовност употребе овог оружја најречитије се види из текста Miracula S. Demetrii II:  И тај облак стрела стварао је сасвим необичан призор, као што густи град засењује сунчеве зраке, тако и они замрачише дан бацањем стрела и хитањем камења«. Јован, митрополит солунски: »Њихови стрелци стрелама су подражавали зимском снегу«.

### Копља
Према постојећим, документима словенска копља су се делила на два основна типа: кратко, лако за бацање и дуго, тешко за бод и борбу.
Копље за бод и борбу, тј. дуже и теже, уколико се не издваја у писаним изворима од лаког, помиње се само као једно. То чине Прокопије, Агатија и Павле Ђакон:
»Is cum de equs eictus esset, et eum unus e Sclavis subito invadeens eius manus fune conligasset, ipse manibus ligatis lanceam ab eiusdem Sclavi dextera extrahens...(Хист. Лангоб. VI)
Поред ове две врсте, издвајала су се, у времену од V до VIII века према намени и облику, ловачка копља. На диптихону израђеном почетком V века приказана је сцена лова где се види двострука намена ових копаља: за бод и за бацање.

### Мачеви
Познато је да су 537. године у византијској војсци, између 1600 коњаника поведених у борбу против Гота, били и Словени, што указује на могућност познавања употребе мача. Мач код Словена (Винида) изричито помиње Фредегар, док у одговору словенског вође Даурентија (578/579. године) кагану Бајану, мач добија и симболичну вредност:
...»Навикли смо да, наиме, владамо туђим, а не други нашим. У то смо сигурни док буде ратова и мачева« (Менандар).
Да је мач био значајан део наоружања говори и забрана Карла Великог (Capitularia I).
Једини податак који директно омогућава добијање представе о мачу, који су употребљавали Словени од VI до VII века, јесте бронзана статуета коњаника из северне Грчке. Ј. Вернер (J.Werner) је групу оваквих статуета после свестране анализе датирао у VII век н. е. сматрајући да су у питању оригинали израђени у радионицама македонских Словена.
Мач који коњаник држи у левој руци рустично је обрађен и припада групи кратких мачева са једном оштрицом која је налажена на већем броју систематски испитаних некропола.

### Штитови
О изгледу словенских штитова нема детаљнијих података ни у археолошким ни у писаним изворима. Наводе се само величине штитова, ређе облик. Тацит први наводи да »Venedi. .. et scuta gestant«.
```
Прокопије објашњава како Словени, ступајући у борбу као пешадија, »наваљују на непријатеља групно, носећи у рукама мале 
штитове
« .., Псеудо-Маврикије и Лав VI дају исто објашњење о овој врсти оружја: 
»Оружају се ... добрим, али тешко носивим штитовима«, односно »штитовима великим и дугим, попут тиреја«.
```

Статуета коњаника из северне Грчке на којој је ратник-пешак са бојном секиром и штитом, приказује мали штит који описује Прокопије. На основу ликовних приказа може се закључити да су словенски ратници оба вида (коњаници и пешаци) били наоружани истим типом штита, само са том разликом што је коњанички штит по димензијама знатно већи.

### Бојне секире
Да су Словени употребљавали секире као оружје има доказа и у писаним и ликовним изворима.
Павле Ђакон, описујући лангобрадски напад на словенски табор, помиње камење и секире којима се Словени служе као оружјем: »...et magnis lapidibus ac securibus quam armis contra eos pugnantes«...(Hist.Langob.VI, s.24).
Од византијских списа једино се секире помињу у Miracula S. Demetrii I. По овоме, а и према очуваној бронзаној статуети словенског ратника из северне Грчке, употреба секире у ратне сврхе потпуно је доказана.
Секире са повијеним, продуженим сечивом налажене су у већем броју земаља и временски нису везане само за Словене. Налази са германских, аварских и ранофеудалних некропола, као и примерак са локалитета Лет, говоре о великој распрострањености овог типа бојне секире у ширем временском периоду.